# Лапин, Николай Иванович
Никола́й Ива́нович Ла́пин (20 мая 1931, Москва — 25 декабря 2021) — советский и российский философ

, социолог, специалист в области социологии инноваций, социологии организации и управления, социологии культуры. Доктор философских наук (1968), профессор (1979), член-корреспондент АН СССР (1987; c 1991 — РАН), Почётный доктор Института социологии РАН.

## Биография
Окончив школу с золотой медалью в 1949 году, поступил на философский факультет МГУ, который окончил в 1954 году, затем учился там же до 1957 года в аспирантуре на кафедре истории зарубежной философии у Т. И. Ойзермана. Учился в одной студенческой группе с Мерабом Мамардашвили. «Талантливые преподаватели… развивали в нас интерес к источникам, к оригинальной мысли. Думаю, это очень важно», — вспоминал Лапин впоследствии об учёбе на факультете.
С 1957 года работал в журнале «Вопросы философии». В 1962 году в Академии общественных наук при ЦК КПСС защитил кандидатскую диссертацию на тему: «Начало перехода К. Маркса к материализму и коммунизму», затем работал в издательстве «Мысль». С 1966 года — в Институте философии АН СССР, в секторе новых форм труда и быта, впоследствии ставшем отделом конкретных социологических исследований (в 1968 году преобразован в Институт конкретных социальных исследований, где в 1972 году кратковременно исполнял обязанности директора). В 1968 году в Институте философии АН СССР защитил докторскую диссертацию «Начальные этапы формирования взглядов К.Маркса в цельное научное мировоззрение»
Инициатор и руководитель первого в СССР исследовательского проекта по социологии инноваций (ВНИИСИ, 1977—1984). С 1986 по 1988 год — директор Института философии.
Скончался 25 декабря 2021 года. Похоронен на Кузьминском кладбище Москвы (участок 130).

## Труды
С работами Н. И. Лапина можно ознакомиться на официальном сайте Института социологии РАН (ко многим работам есть полный текст)
- Борьба вокруг идейного наследия молодого Маркса. М., 1962;
- Молодой Маркс. М.: Политиздат, 1968
  - Молодой Маркс. — М.: Политиздат, 1976. — 415 с.
- Лапин Н. И. Проблемы формирования концепции и человеческих измерений стратегии поэтапной модернизации России и её регионов с. 8-19 // Социологические исследования. 2014. № 7
- Новые идеи в социологии: монография / отв. ред. Ж. Т. Тощенко. — М.: ЮНИТИ-ДАНА, 2013. — 479 с. — (Серия «Magister»).
- Лапин Н. И. Измерение модернизации российских регионов и социокультурные факторы её стратегии Рис.1. От редакции. 4 // Социологические исследования. 2012. № 9
- Лапин Н. И. Социокультурные факторы российской стагнации и модернизации с. 3 // Социологические исследования. 2011. № 9.
- Глобализация и социальные институты: социологический подход / Под редакцией И. Ф. Девятко, В. Н. Фоминой. М.: Наука, 2010.
- Лапин Н. И. Функционально-ориентирующие кластеры базовых ценностей населения России и её регионов с. 28-36. // Социологические исследования. 2010. № 1.
- Лапин Н. И. Новые проблемы исследований региональных сообществ с. 28 // Социологические исследования. 2010. № 7.
- Антропосоциетальная теория и её значение для теоретической социологии: размышления над «Общей социологией» Н. И. Лапина с. 136—152 // Социологический журнал. 2008. № 3.
- Здравомыслов А. Г., Лапин Н. И. Общая социология. Хрестоматия / Сост. А. Г. Здравомыслов, Н. И. Лапин; Пер. В. Г. Кузьминов; Под общ. ред. Н. И. Лапина — М.: Высш. шк., 2006. — 783 с.
- Лапин Н. И. Регион, его статус и функции в российском обществе: теоретико-методологические основы исследования // Социологические исследования. 2006. № 8.
- Социальная организация промышленного предприятия: соотношение планируемых и спонтанных процессов / Сост. и общ. ред. Н. И. Лапина. М., 2005. ; № 2 2006 // Социологические исследования. 2006. № 1-6.
- Беляева Л. А., Давыдов А. А., Данилов А. Н., Докторов Б. З., Лапин Н. И., Левашов В. К., Немировский В. Г., Тихонов А. В., Толстова Ю. Н., Тощенко Ж. Т., Ядов В. А. Судьбы и перспективы эмпирической социологии // Социологические исследования. — 2005. — № 10. — С. 3-21.
- Атлас модернизации России и ее регионов: социоэкономические и социокультурные тенденции и проблемы / Лапин Н. И. (сост. и отв. ред.). — М.: Весь Мир, 2016. — 360 с. — ISBN 978-5-7777-0664-5.

## Награды
- Государственная премия СССР (1983, совместно с др.) за цикл работ «Исследование формирования и развития философского учения К. Маркса» (1974—1980)
- Орден Дружбы (2010)[6]
- Премия имени М. М. Ковалевского РАН (2016) за серию работ «Проблемы социокультурной эволюции современной России и её регионов: методология и результаты исследований. 1990—2015 гг.»